# IHeartCommunications
IHeartCommunications, Inc. precedentemente Clear Channel Communications è un'emittente televisiva statunitense con sede a San Antonio, in Texas. Fu fondata nel 1972 da Lowry Mays e Red McCombs ed è una delle principali emittenti televisive texane. L'attuale amministratore delegato della società è Mark Mays.
Clear Channel Communications oggi IHeartCommunications, Inc. è una società specializzata nel settore dei mezzi di comunicazione di massa, dell'intrattenimento out of home e dei servizi informativi per la collettività.
La sua attività include radio e outdoor. Fondata negli Stati Uniti d'America nel 1972 la sua progressiva crescita è stata estremamente rapida, soprattutto grazie all'integrazione di numerose società in vari paesi del mondo.
La divisione radio è tra le più importanti del settore radiofonico, con più di 100 milioni di ascoltatori che scelgono la programmazione di Clear Channel Radio ogni settimana.
È nel 1997 che inizia il processo di acquisizioni e partecipazioni tra Società specializzate nella pubblicità esterna.
Il gruppo IHeartCommunications, Inc. acquista Eller Media e Universal Outdoor negli Stati Uniti e More Group in Europa e Asia creando una Società leader a livello mondiale nella pubblicità esterna. Nasce così nel 2001 Clear Channel Outdoor.
Oggi, Clear Channel Outdoor è la più importante società di pubblicità esterna con quasi un milione di pannelli in oltre 50 paesi nei 5 continenti. Le attività di pubblicità completano l'offerta con prodotti studiati per aeroporti, centri commerciali taxi, schermi luminosi sui palazzi nel centro della città, arredo urbano, fermate dei mezzi pubblici, strade e autostrade.

## Jolly Pubblicità
Clear Channel Jolly Pubblicità Spa, società fondata nel 1963, è una holding specializzata in tutte le aree del mercato outdoor, dalla pubblicità su poster e impianti d'arredo urbano alla progettazione e produzione di manufatti in serie o su misura.
Nel 1999 Jolly Pubblicità ha avviato un progetto di sviluppo, che ha portato la società a diventare il più importante gruppo italiano di pubblicità esterna, grazie all'accordo siglato con Clear Channel Communications a cui sono seguite le acquisizioni di Affitalia e di PubbliA (aziende leader dell'esterna nelle maggiori città italiane) e gli importanti accordi di partnership con Alessi, leader in Sicilia e Calabria, e Start, leader in Sardegna.
Nel 2001, per dare consistenza al progetto di espansione, ha creato Italy Outdoor, la piattaforma commerciale che le ha consentito di acquisire oltre il 30% di quote di mercato del comparto dell'affissione.

## Bike sharing
Clear Channel ha integrato il know-how di gruppi specializzati nella comunicazione esterna della pubblicità e ha iniziato a gestire servizi di bike sharing già nel 1997, ad Atlanta negli Stati Uniti d'America.
Da allora i sistemi di gestione del servizio pubblico di bike sharing si sono evoluti; Clear Channel arriva a Milano con l'esperienza maturata in diverse città tra cui Saragozza, Digione, Barcellona, Perpignano, Cannes, Rennes, Oslo, Stoccolma e Washington.
I prossimi sviluppi nei piani dell'azienda riguardano l'espansione sui mercati del Centro e Latino America, offrendo il servizio di bike sharing a Città del Messico.

## iHeartRadio
iHeartRadio è una piattaforma radio on line di proprietà della Clear Channel Communications, fondata nel 2008 e lanciata tramite il sito iheartmusic.com.